# 학교 가는길 (2014년 영화)
"학교 가는길"은 한국에서 제작된 이경묵, 구중회 감독의 2014년 다큐멘터리 영화이다. 김갑수 등이 주연으로 출연하였다.

## 출연

### 주연
- 김갑수
- 돌카
- 켄럽
- 릭진 앙두

### 조연
- 노르부
- 치링 분촉